# Coryphasia monteverde
Coryphasia monteverde là một loài nhện trong họ Salticidae.
Loài này thuộc chi Coryphasia. Coryphasia monteverde được Santos & Romero miêu tả năm 2007.